# Mertasjärvi (Jukkasjärvi socken, Lappland, 752471-171223)
Mertasjärvi är en sjö i Kiruna kommun i Lappland och ingår i Torneälvens huvudavrinningsområde.